# Temná mlhovina

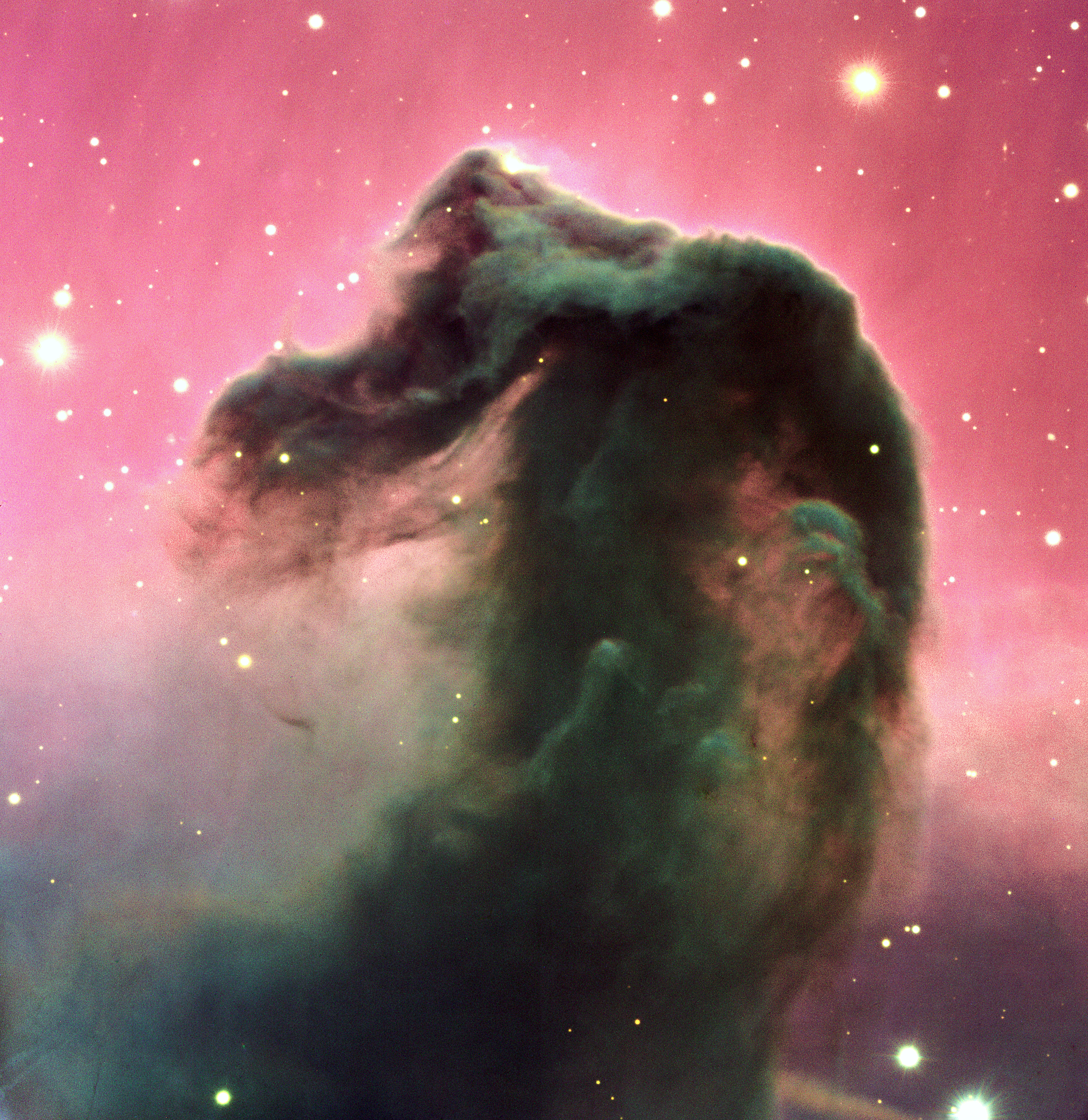
Temná mlhovina koňská hlava; autor: ESO

Temná mlhovina je mlhovina, která není blízko žádné hvězdy, která by ji emitovala k svícení (emisní mlhovina), nebo by se jen světlo hvězdy odráželo na částečkách prachu v mlhovině (reflexní mlhovina). Temné mlhoviny zpravidla pozorujeme jen díky tomu, že za nimi svítí další objekty, a pak ji vnímáme jako tmavou oblast.
Složením jsou stejné jako difuzní mlhoviny, to znamená vodík H2 (v molekulární formě), pak také helium a částečky prachu, ty velmi efektivně brání v průchodu viditelného světla.
Temné mlhoviny mohou být vzdálené až několik stovek světelných let a jejich hmotnost může být až desítky miliónů hmotností Slunce. To z nich dělá obrovskou zásobárnu materiálu pro vznik hvězd.

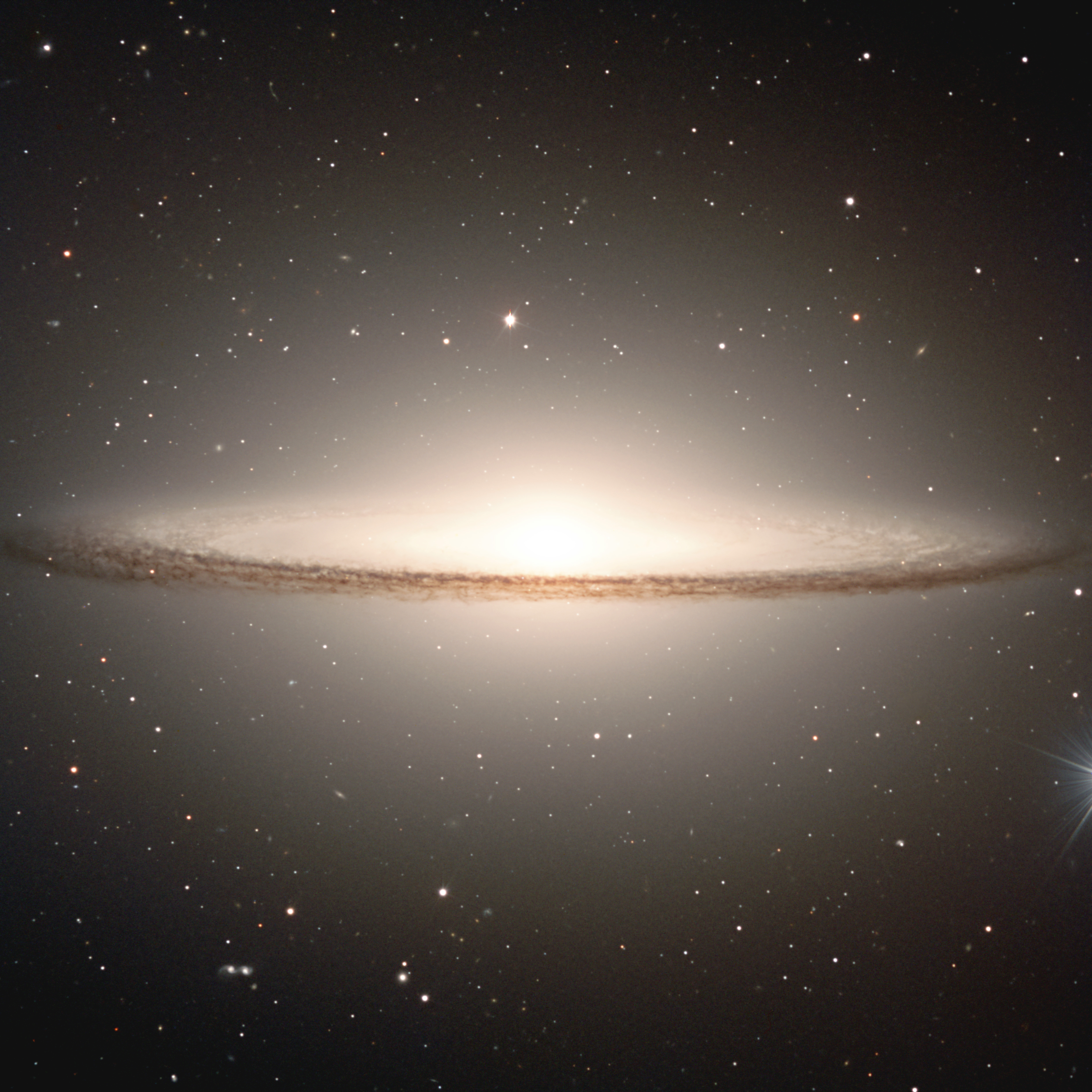
Temné mlhoviny v galaxii Sombrero (M 104); autor: ESO

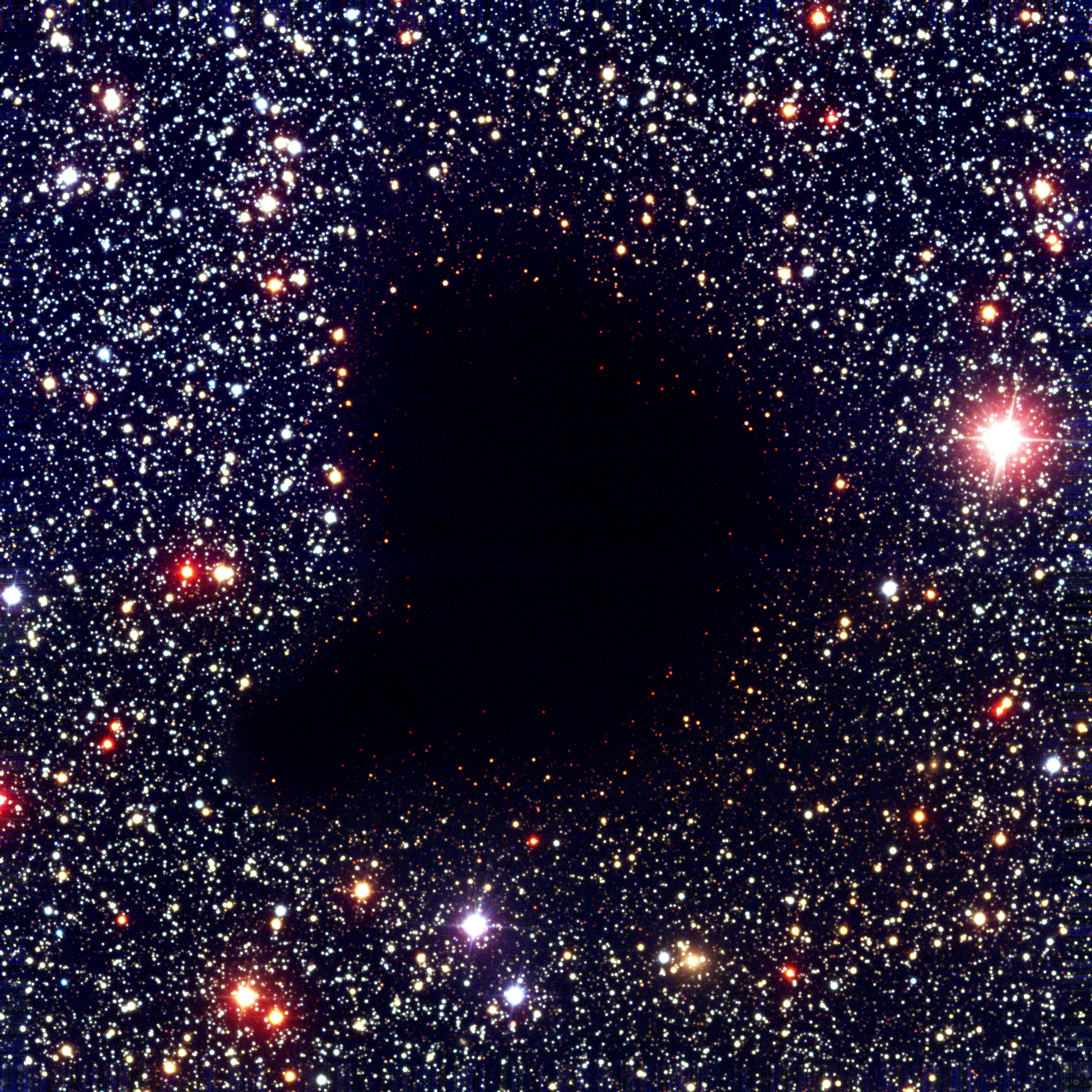
Temná mlhovina Barnard 68; autor: ESO

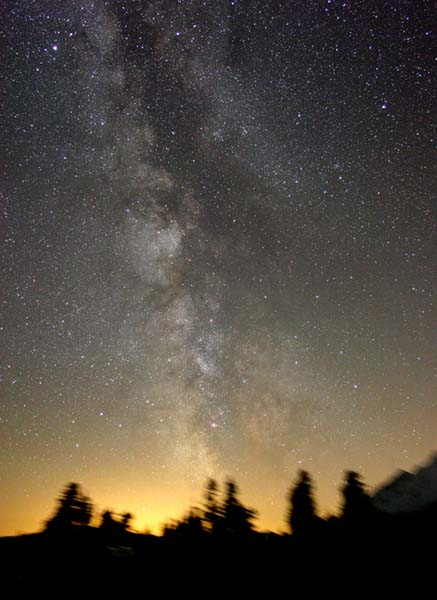
Temné mlhoviny v Mléčné dráze

Ukázka dalších temných mlhovin: